# 進和
株式会社進和（しんわ、Shinwa Co., Ltd.）は、愛知県名古屋市守山区に本社を置く接合材料及び関連装置を扱う商社。また、独自に製造部門を持ちFAシステムの設計や開発販売、産業機械の製造やメンテナンスも行っている。

## 沿革
- 1951年（昭和26年）2月12日 - 大阪市西区に株式会社進和商会を設立[1]。
- 1952年（昭和27年）12月 - 名古屋市千種区内山町に本社を移転[1]。
- 1962年（昭和37年）1月 - 名古屋市千種区池下町に本社を移転[1]。
- 1973年（昭和48年）4月 - 株式会社進和に商号を変更[1]。
- 1991年（平成3年）8月 - 現在地に本社を移転[1]。
- 1993年（平成5年）4月 - グループ会社11社（株式会社進和、株式会社関東進和、株式会社名古屋進和、株式会社三重進和、株式会社大阪進和、株式会社九州進和、株式会社三泰、株式会社サンワ、エス・エム・シー株式会社、中央ケミカル工業株式会社、シンワ機工株式会社）を吸収合併[1]。
- 1998年（平成10年）1月 - イギリスのSHINWATEC LIMITEDを買収[1]。
- 1999年（平成11年）8月6日 - 名古屋証券取引所市場第二部に株式を上場[1]。
- 2002年（平成14年）5月 - 東京証券取引所第二部に株式を上場[1]。
- 2003年（平成15年）3月 - ISO9001:2000認証を取得。
- 2005年（平成17年）8月 - 東京証券取引所及び名古屋証券取引所市場第一部に指定替え[1]。
- 2007年（平成19年）4月 - ISO14001認証を取得。
- 2008年（平成20年）9月 - 航空宇宙機器センターを設置[1]。
- 2009年（平成21年）8月 - 航空宇宙機器センターがJIS Q 9100認証を取得。
- 2019年（平成31年）2月 - 株式会社ダイシンを完全子会社化[1]。

## 主な製品
- 溶接材料及び溶接機、溶接装置
- ろう付け材料及びろう付け装置
- FAシステム
- 産業機械

## 事業所
- 本店（名古屋市守山区）
- 浜松営業所（静岡県浜松市）
- 東京支店（神奈川県横浜市）
- 北海道営業所（北海道苫小牧市）
- 東北営業所（宮城県仙台市）
- 小山営業所（栃木県小山市）
- 静岡営業所（静岡県静岡市）
- 大阪支店（大阪府大阪市）
- 広島営業所（広島県広島市）
- 九州支店（福岡県北九州市）
- メンテックセンター 名古屋工場（愛知県豊田市）、九州工場（福岡県北九州市）
- ジョイテックセンター 第1工場、第2工場（名古屋市守山区）
- FAシステムセンター（名古屋市守山区）
- メカトロシステムセンター（名古屋市守山区）
- 航空宇宙機器センター富山設計オフィス（富山県富山市）

## 関連会社
- 株式会社アイシン
- 株式会社進栄
- 株式会社ダイシン
- SHINWA U.S.A. Corp.（アメリカ）
- SHINWATEC Ltd.（イギリス）
- SHINWA INTEC Co., Ltd.（タイ）
- SHINWA(INDIA)ENGINEERING & TRADING PRIVATE LIMITED （インド）
- PT.SANTAKU SHINWA Indonesia （インドネシア）
- Shinwa Representação Comercial do Brasil LTDA.（ブラジル）
- 那欧雅進和(上海)貿易有限公司（中国）
- 煙台進和接合技術有限公司（中国）
- 煙台三拓進和撹拌設備維修有限公司 （中国）
- 進和(天津)自動化控制設備有限公司 （中国）